# Elka Bakalowa
Elka Bakalowa (auch Elka Bakalova geschrieben, bulgarisch Елка Бакалова; * 8. Dezember 1931 in Sofia) ist eine bulgarische Kunsthistorikerin.
Elka Bakalowa studierte an der Universität Moskau russische Studien (Abschluss 1964) und Kunstgeschichte (Abschluss 1964 bei Wiktor Lasarew). Von 1970 bis 2007 arbeitete sie als wissenschaftliche Mitarbeiterin am Institut für Kunstgeschichte der Bulgarischen Akademie der Wissenschaften in Sofia. Dort wurde sie 1973 mit einer Arbeit zur Wandmalerei im Beinhaus des Klosters Batschkowo promoviert; 1990 erfolgte ihre Habilitation. Seit 2005 ist sie korrespondierendes Mitglied der Bulgarischen Akademie der Wissenschaften. Von 2000 bis 2007 war sie Professorin für Kunstgeschichte an der Neuen Bulgarischen Universität. Gelehrt hat sie auch an der Universität Sofia sowie der Universität Weliko Tarnowo.
Ihr Hauptforschungsgebiet ist die mittelalterliche bulgarische und byzantinische Kunst.

## Schriften (Auswahl)
- Стенописите на църквата при с. Беренде. Verlag Български художник, Sofia, 1976.
- Бачковска костница. Български Художник, Sofia, 1977 (bulgarisch mit deutscher Zusammenfassung: Die Grabkirche des Klosters Batshkovo).
- Trésors d'art médiéval bulgare VII - XVI siècle [exposition]. Catalogue.  Benteli, Bern, 1988. ISBN 3-7165-0611-7.
- mit Todor Krestew: Les monastères orthodoxes dans les Balkans. Étude thématique. ICMOS, Paris, 1993.
- The ossuary of the Bachkovo monastery. Pigmaliom, Plowdiw, 2003. ISBN 954-8336-86-3.